# Tony Bärlund
 (juin 2024).
Tony Bärlund, né le 21 juin 1937, à Kymi, en Finlande et mort le 18 mars 2016, à Kotka en Finlande, est un ancien joueur et entraîneur finlandais de basket-ball.